# Flughafendamm
Der Flughafendamm ist eine zentrale Erschließungsstraße in Bremen, Stadtteil Neustadt und Ortsteil Neuenland. Er beginnt an der Neuenlander Straße als Verlängerung der Friedrich-Ebert-Straße und führt nach einer Kurve in fast südlicher, nur leicht südöstlicher Richtung weiter, ursprünglich gradlinig zum Flughafen.
1998 wurde er unterbrochen und endet zunächst an einer Kreuzung. Von dort führen die Flughafenallee zum Flughafen und die Airbus-Allee in das Quartier Flughafen-City (Airport-Stadt). Hinter der Flughafenallee wird noch ein Stück Straße als Flughafendamm bezeichnet.
Die Querstraßen und Anschlussstraßen wurden benannt u. a. als Friedrich-Ebert-Straße nach dem ersten Reichspräsidenten (1871–1925), Neuenlander Straße nach der Feldmark Nielandt im Gebiet Obervihlandt, Richard-Dunkel-Straße 1954 nach dem Kaufmann, Politiker und Präsidenten der Bürgerschaft (DDP, 1869–1939), Bochumer Straße nach der Stadt, unbenannter Weg, Georg-Wulf-Straße 1955 nach dem Flugpionier (1895–1927), Flughafenallee und Airbus-Allee nach dem auch in Bremen produzierenden Flugzeughersteller; ansonsten siehe beim Link zu den Straßen.

## Geschichte

### Name
Der Flughafendamm wurde 1954 benannt nach dem Flughafen Bremen. Zuvor war diese Straße ein Teil der Friedrich-Ebert-Straße. Dieser Straßenzug hieß in der Zeit des Nationalsozialismus im südlichen Teil erst Hauptmann-Göring-Straße und dann Hermann-Göring-Straße.

### Entwicklung
Der 1921 eingemeindete Ortsteil Neuenland ist der Standort des Flughafens Bremen von 1920, um den sich seit den 1970/80er Jahren das Quartier Airport entwickelte. Die sogenannte Airport-Stadt auf rund 200 Hektar Fläche ist mit über 500 Unternehmen und 20.000 Beschäftigten einer der wichtigsten Wirtschaftsstandorte in Bremen mit dem Schwerpunkt eines Technologiezentrums. Zu den größeren oder bekannteren Firmen zählen u. a. Airbus und Airbus Defence and Space, Flughafen Bremen GmbH und Bremen-Airport Handling, Lufthansa, BSAG, DRF Luftrettung, Atlas Air Service AG, Briefzentrum Deutsche Post und Hochschule Bremen mit dem Zentrum für Informatik und Medientechnologien (ZIMT).

### Verkehr
Die Straßenbahn Bremen durchfährt mit der Linie 6 (Universität – Flughafen) die Straße.
Zum Flughafen führt seit 1934 eine Strecke der Straßenbahn. Hier fuhr zunächst die Linie 5 vom Flughafen zur Hemmstraße, ab 1952 die Linie 15, zunächst zur Wachmannstraße und ab 1959 zur Kulenkampffallee, von 1967 bis 1998 als Linie 5 zur Kulenkampffallee.
Im Nahverkehr in Bremen durchfährt die Buslinien 52 (Huchting ↔ Kattenturm) die Straße.

## Gebäude und Anlagen
Die Straße ist mit drei bis sechsgeschossigen Gebäuden bebaut.
Erwähnenswerte Gebäude und Anlagen
- Neuenlander Straße Nr. 55 Ecke Flughafendamm: 5-gesch. Airport-Hotel von nach 2010
- Nr. 12: 3- bis 5-gesch. Hauptsitz der Bremer Straßenbahn AG
- Unterführung der Autobahn A 281 von 2007/08 durch eine markante Schrägseilbrücke mit den 50 Meter hohen Pylonen und einer Spannweite von 127 Metern.
- Otto-Lilienthal-Straße Nr. 25 bis 29: Drei 6- gesch. Bürohäuser von nach 2000, die im Gesims optisch verbunden sind.